# سکوت انتخابی
سکوت گزینشی، سکوت انتخابی، خاموشی گزینشی یا گنگی انتخابی (Selective mutism یا SM)، نوعی اختلال است که در آن شخص با وجود اینکه در حالت عادی توانایی تکلم را دارد، در موقعیت‌هایی خاص یا در برابر افرادی خاص قادر به حرف زدن نیست. این اختلال ممکن است به همراه خجالت و اضطراب اجتماعی باشد. رفتار شخص از نگاه دیگران می‌تواند به اشتباه بی‌احترامی برداشت شود. کودک مبتلا ممکن است در مدرسه همیشه ساکت باشد ولی در خانه برعکس پرحرف باشد. سکوت انتخابی گاه در افراد اوتیستی و یا دارای آسپرگر نیز دیده می‌شود. به‌طور خاص در کودکان مبتلا به سکوت و گنگی انتخابی، گاه شخص به اشتباه دارای اختلالات طیف اوتیسم دانسته می‌شود.

## عوامل مؤثر در بروز
ضربه روانیِ «حضور در محیط یا شرایطی تازه»، «لکنت زبان» و «والدین کمال‌گرا»، از دلایل ابتلا به این اختلال هستند. والدین کمال‌گرایی که می‌خواهند فرزندشان رفتارهای اجتماعی کامل و بی‌عیب و نقصی داشته باشند استرس را در آن‌ها به وجود می‌آورند که می‌تواند منجر به سکوت انتخابی شود، چراکه در زمان بروز لالی انتخابی، کودک می‌ترسد که حرف‌هایش در جمع نتواند نظر والدین را جلب کند، از این رو رفته رفته به سکوت انتخابی یا موتیسم مبتلا می‌شود.